# محمد لبد (رياضي)
محمد عبد الكريم لبد(بالإنجليزية: Mohammed Lubbad)‏ ‏ (30 يونيو 1990 في مخيم جباليا -)، رياضي فلسطيني. ولد في قطاع غزة - مخيم جباليا. ذاع صيته بعد مشاركته في برنامج المواهب آرابز جوت تالنت مرتين في موسمه الرابع في تدريب محمد سعيد الشيخ وموسمه الخامس مع فريقة فريق غزة باركور.

## مشواره الفني
يعتبر محمد لبد من مؤسسي   رياضة الباركور على مستوى الوطن العربي ، لدمجه رياضة الباركور بعشرات الرياضات مثل  ، الباركور تحت الماء ، الباركور مع الكرة ، الباركور مع السكيت وغيرها من الرياضات .

## بعد أرابز جوت تالنت
أنتقل محمد للعيش في بلجيكا  وأصبح من الرحالة على مستوى الوطن العربي وفلسطين وعمل على أنشاء مراكز لتدريب اللاجئين داخل المخيمات في بلجيكا 
ويعد أول فلسطيني يظهر في كتاب مسلمون من حول العالم.

## موسوعة غينيس للأرقام القياسية
أشرف محمد على تدريب الطفل محمد سعيد الشيخ ودخوله لموسوعة غينيس للارقام القياسية عام 2017 ،  وايضا أشرف على تدريب الطفل يوسف البهتيني وحصوله على رقم قياسي في موسوعة غينيس عام 2018.